# Disney Consumer Products
Disney Consumer Products é uma subsidiária da Walt Disney Company que promove a marca Disney.
A Disney Consumer Products e a Interactive Media foram formadas como uma fusão da Disney Consumer Products e da Disney Interactive. Os presidentes da DCP e da DIM foram nomeados co-presidentes da divisão, mantendo a presidência de sua subsidiária, enquanto a Disney Publishing Worldwide reportaria a eles como co-presidentes. As unidades foram reunidas devido ao aumento do uso de tecnologia por parte da DCP com o anunciado sistema de brinquedos da Playmation e publicação digital pela DPW.